# Fußball-Club 1908 Villingen e.V.
Fußball-Club 1908 Villingen e.V. é uma agremiação fundada a 1 de outubro de 1908, sediada em Villingen-Schwenningen, no estado de Baden-Württemberg.

## História

Escudo alternativo

Até a metade dos anos 1920 participou da Bezirksliga Baden, o campeonato local de nível mais alto. Nos anos 1930, foi rebaixado, mas no fim do decênio fez seu retorno à máxima série. Em 1935, o defensor do Vilingen, Hermann Gramlich, disputou três partidas pela Seleção Alemã.
Depois do fim da Segunda Guerra Mundial todas as organizações do país, incluindo as esportivas, foram dissolvidas pelos aliados. O Villingen foi refundado pouco depois com o nome de ASV Villingen, antes de retomar o nome usado no período ante-guerra, em 1949. Dois anos depois, o clube foi promovido à Amateur Südbaden (II), ganhando o título. O time venceu o campeonato também em 1955.
Após a temporada 1959-1960, o Villingen passou a fazer parte da recém-nascida Amateurliga Schwarzwald-Bodensee (III), na qual permaneceu até 1966, quando, ao vencer o título, foi promovido à Regionalliga Süd. O time permaneceu nessa divisão até 1972, quando caiu para a Amateurliga Schwarzwald-Bodensee (III), à qual conquistou em 1973 e 1974. Depois da reorganização do futebol alemão, o Villingen foi incluído na Amateurliga Südbaden, que venceu em 1976. Nos anos 1970, venceu por três vezes a Südbadischer Pokal.
Depois de uma outra reorganização do campeonato alemão, o time foi inserido na recém-nascida Oberliga Baden-Württemberg (III), na qual permaneceu até descer à Verbandsliga Südbaden (IV), em 1980. O clube venceu a mesma divisão, em 1983, e, em 1985. O Villingen voltou à Oberliga Baden-Württemberg, em 1994, mas foi rapidamente rebaixado à Verbandsliga Südbaden. No início do novo milênio a equipe alternou entre a Verbandsliga e a Oberliga. Atualmente o Villingen participa da Oberliga Baden-Württemberg (V), depois de ter conquistado o campeonato da Verbandsliga em 2006.

## Títulos
- Badische Bezirksliga Campeão: 1936;
- Amateurliga Südbaden (III) Campeão: 1951, 1956;
- Amateurliga Schwarzwald-Bodensee (III) Campeão: 1966, 1973, 1974;
- Amateurliga Südbaden (III) Campeão: 1976;
- Verbandsliga Südbaden (IV) Campeão: 1983, 1985;
- Verbandsliga Südbaden (V) Campeão: 2001, 2004, 2006;
- Südbadischer Pokal Vencedor: 1950, 1974, 1976, 1979, 2005, 2007, 2009;

## Cronologia recente
| Temporada | Divisão                         | Posição |
| 1999-2000 | Verbandsliga Südbaden (V)       | 7ª      |
| 2000-01   | Verbandsliga Südbaden           | 1ª ↑    |
| 2001-02   | Oberliga Baden-Württemberg (IV) | 14ª     |
| 2002-03   | Oberliga Baden-Württemberg      | 17ª ↓   |
| 2003-04   | Verbandsliga Südbaden (V)       | 1ª ↑    |
| 2004-05   | Oberliga Baden-Württemberg (IV) | 16ª ↓   |
| 2005-06   | Verbandsliga Südbaden (V)       | 1ª ↑    |
| 2006-07   | Oberliga Baden-Württemberg (IV) | 4ª      |
| 2007-08   | Oberliga Baden-Württemberg      | 6ª      |
| 2008-09   | Oberliga Baden-Württemberg (V)  | 12ª     |
| 2009–10   | Oberliga Baden-Württemberg      | 13ª     |
| 2010–11   | Oberliga Baden-Württemberg      | 3ª      |
| 2011–12   | Oberliga Baden-Württemberg      | 12ª     |
| 2012–13   | Oberliga Baden-Württemberg      | ª       |